# Ilebo
Ilebo, früher bekannt als Port-Francqui, ist eine Stadt in der Provinz Kasaï in der Demokratischen Republik Kongo und liegt am höchsten schiffbaren Punkt des Flusses Kasai. Es ist ein wichtiger Verkehrsknotenpunkt für Fähren nach Kinshasa und Züge nach Lubumbashi. Die Einwohnerzahl wurde für 2004 auf 67.721 geschätzt.

## Geschichte
Ilebo wurde im 17. Jahrhundert als Handelszentrum und Residenz der örtlichen Herrscher gegründet. Die Stadt erblühte im 19. Jahrhundert und war vor der Ankunft der Belgier die größte Siedlung im Zentralkongo mit einer geschätzten Bevölkerung von 5000 Menschen. Ilebo war über den Fluss und mehrere Sandstraßen, die für Träger befahrbar waren, mit anderen Siedlungen verbunden. 1901 benannte die belgische Kolonialverwaltung Ilebo in Port-Francqui um.
Die Stadt wuchs schnell unter der belgischen Kolonialverwaltung, insbesondere nachdem eine Eisenbahnlinie nach Lubumbashi eröffnet wurde. Es gab Pläne, die Eisenbahnlinie nach Kinshasa zu verlängern, und der Bau einer Brücke über den Kasai begann 1935, wurde jedoch gestoppt, nachdem die unvollendete Brücke am 12. September 1937 zusammengebrochen war. Während des Zweiten Weltkriegs wuchs die Stadt massiv an aufgrund des Zustroms von Arbeitern in die örtliche Industrie, die Waffen für die Kriegsanstrengungen herstellen. Nach der Unabhängigkeit wurde der ursprüngliche Name der Stadt wiederhergestellt.

## Infrastruktur
Die Stadt verfügt über einen kleinen Flughafen. Eine Eisenbahnstrecke von Kinshasa nach Ilebo ist in Planung, welche die Hauptstadt des Kongo mit dem Osten des Landes verbinden würde. Bereits 2007 wurde der Bau beschlossen, jedoch bisher nicht realisiert (Stand 2019).

## Töchter und Söhne der Stadt
- Martin-Léonard Bakole wa Ilunga (1920–2000), römisch-katholischer Geistlicher, Erzbischof von Kananga